# Rambo (Burkina Faso)
Rambo è un dipartimento del Burkina Faso classificato come comune, situato nella Provincia di Yatenga, facente parte della Regione del Nord.
Il dipartimento si compone del capoluogo e di altri 20 villaggi: Bouga-Mossi, Bouga-Yarce, Bouli, Dembrediesse, Dierko, Imassoum, Irim, Kamdogo, Konde-Tangaye, Koumna-Yargo, Koungo, Lengo, Nioussi-Tangaye, Pourra, Rambo-Foulbe, Songa, Sougouma, Tantoaga, Tobkio e Zindinogo.